# Changieren
Als Changieren (altfranz. changier, neulat. cambiare, lat. cambire = wechseln, tauschen, verändern) werden verschiedene Arten von Übergängen, das heißt von unmittelbaren, ineinander übergehenden Veränderungen bzw. Wechseln bezeichnet:
- Der Farbwechsel bei unterschiedlichen Beleuchtungswinkeln vor allem von Geweben, Papieren und Mineralien (Alexandrit-Effekt). Bei Geweben wird dieser Effekt durch unterschiedlich farbige Kett- und Schussfäden erreicht.[2]

- In der Jägersprache den Wechsel einer Fährte (Verlieren und Aufnehmen einer anderen Fährte) durch einen Jagdhund.[3]

- In der Reitkunst das Übergehen von einer Hand auf die andere, zum Beispiel das diagonale Passieren der Reitbahn oder das Wechseln vom Rechts- zum Linksgalopp.[4]